# Kirsi Välimaa
Kirsi Välimaa-Antila z d. Välimaa (ur. 15 października 1978 w Jämijärvi) – fińska biegaczka narciarska. Jej największym osiągnięciem na mistrzostwach świata było 5. miejsce w sztafecie na MŚ w Oberstdorfie. Najlepsze wyniki w Pucharze Świata odnosiła w sezonach 2002/2003, kiedy to zajmowała 19. miejsce w klasyfikacji generalnej.
Jej mąż – Timo Antila jest biathlonistą.

## Osiągnięcia

### Igrzyska Olimpijskie
| Olimpiada  | Data           | Konkurencja           | Miejsce |
| ---------- | -------------- | --------------------- | ------- |
| Turyn 2006 | 12 lutego 2006 | 2x7,5 km bieg łączony | 34      |

### Mistrzostwa świata
| Mistrzostwa        | Data           | Konkurencja                  | Miejsce |
| ------------------ | -------------- | ---------------------------- | ------- |
| Val di Fiemme 2003 | 20 lutego 2003 | 10 km st. klasycznym         | 10      |
| Val di Fiemme 2003 | 22 lutego 2003 | 2x5 km bieg łączony          | 24      |
| Oberstdorf 2005    | 19 lutego 2005 | 2x7,5 km bieg łączony        | 27      |
| Oberstdorf 2005    | 21 lutego 2005 | Sztafeta 4x5 km              | 5       |
| Oberstdorf 2005    | 22 lutego 2005 | Sprint 0,9 km st. klasycznym | 22      |
| Oberstdorf 2005    | 25 lutego 2005 | 30 km st. klasycznym         | 21      |

### Puchar Świata

#### Miejsca w klasyfikacji generalnej
- 2000/2001 56
- 2001/2002 38
- 2002/2003 19
- 2003/2004 25
- 2004/2005 24
- 2005/2006 47
- 2006/2007 86

#### Miejsca na podium
1. Ruka – 1 grudnia 2002 (Sztafeta 2 x 5 km (K) 2 x 10 km (M)) – 2. miejsce
2. Nové Město – 19 stycznia 2003 (Sztafeta 4 x 5 km) – 3. miejsce
3. Oslo – 6 marca 2003 (sprint) – 3. miejsce
4. Otepää – 11 stycznia 2004 (Sztafeta 4 x 5 km) – 3. miejsce
5. Gällivare – 21 listopada 2004 (Sztafeta 4 x 5 km) – 2. miejsce
6. Lahti – 5 marca 2005 (sprint) – 2. miejsce
7. Falun – 20 marca 2005 (Sztafeta 4 x 5 km) – 1. miejsce
8. Beitostølen – 20 listopada 2005 (Sztafeta 4 x 5 km) – 3. miejsce
9. Gällivare – 19 listopada 2006 (Sztafeta 4 x 5 km) – 3. miejsce